# コムナム
コムナム（ベトナム語：Cơm nắm / 粓捻）は、ベトナム北部の米料理の一種で、日本のおにぎりに似る。米を押し寿司の要領で固めて切ったもので、円筒形を呈する。馴染みの飲食店や食材がないなど、慣れない土地へ旅行する人が携行することが多い。また、コムナムは戦時中の貧しい暮らしを想起させるとして、否定的に捉えるベトナム人もいる。

## 種類
- コムナムムイビン - 塩、及びゴマで味付けしたコムナム
- コムナムラーコーフーニン - クアンナム省フーニン県の、ヤシの葉で包んだコムナム